# Wiktor Żywicki
Wiktor Żywicki (ur. 25 czerwca 1893 w Parchowie, zm. 9 września 1981 w Bytowie) – chorąży Wojska Polskiego, działacz niepodległościowy, kawaler Orderu Virtuti Militari.

## Życiorys
Urodził się w rodzinie Józefa (zm. 1933), rolnika i Anny z Pawelskich. W latach 1899–1907 uczęszczał do szkoły ludowej w rodzinnej wsi. Po ukończeniu nauki pracował w gospodarstwie rolnym ojca.
2 kwietnia 1915 został wcielony do armii niemieckiej i przydzielony do 58 pułku piechoty w Legnicy. Po kilku miesięcznym szkoleniu został przeniesiony do 270 pułku piechoty na froncie rosyjskim. W listopadzie 1917 razem z pułkiem został przeniesiony na front francuski. Wziął udział między innymi w bitwie nad Sommą. W czasie pobytu na froncie francuskim został ranny, awansowany na starszego szeregowca i odznaczony Krzyżem Żelaznym II klasy. 18 grudnia 1918 został zwolniony z armii niemieckiej.
14 lutego 1920 wstąpił jako ochotnik do 66 Kaszubskiego pułku piechoty. W bitwie pod Horodcem, dowodząc plutonem w 10 kompanii przeprowadził brawurowy atak, który zadecydował o zdobyciu znacznego terenu. Za bohaterstwo w walce odznaczony został Krzyżem Srebrnym Orderu Virtuti Militari i awansowany na stopień sierżanta. Po zakończeniu działań wojennych pozostał w zawodowej służbie wojskowej. Służył w 1 batalionie strzelców w Chojnicach. W 1932 ukończył siedem klas szkoły powszechnej w Chojnicach. Awansował na chorążego. Wziął udział w kampanii wrześniowej.
Po zakończeniu II wojny światowej prowadził własne gospodarstwo rolne i pracował w zakładach państwowych. Zmarł w Bytowie, pochowany na cmentarzu w Parchowie.
Był żonaty z Agnieszką z Paszylków, dzieci: Bolesław (ur. 1922), Irena (ur. 1926), Lubomiła (ur. 1929), Zbigniew (ur. 1934).

## Ordery i odznaczenia
- Krzyż Srebrny Orderu Virtuti Militari nr 412 (108)[a] – 19 lutego 1921[9][10]
- Medal Niepodległości – 27 czerwca 1938 „za pracę w dziele odzyskania niepodległości”[11][1][12]
- Brązowy Krzyż Zasługi – 1938 „za zasługi w służbie wojskowej”[13][14][3]
- Medal Pamiątkowy za Wojnę 1918–1921[15]
- Medal Dziesięciolecia Odzyskanej Niepodległości[15]
- Odznaka za Rany i Kontuzje z jedną gwiazdką[16]
- Krzyż Żelazny II klasy[6]